# Santa María Rivarredonda
Santa María Rivarredonda est une commune d'Espagne dans la communauté autonome de Castille-et-León, province de Burgos. Elle s'étend sur 11,01 km2 et comptait environ 97 habitants en 2011.